# Monster Magnet
Monster Magnet és un grup de rock estatunidenc. La seva formació original la componien en Dave Wyndorf (veus i guitarra), John McBain (guitarra), Tom Diello (bateria), i Tim Cronin (veus i baix elèctric). El primigeni grup va utilitzar els noms de "Dog of Mystery" i "Airport 75" abans de quedar-se definitivament amb "Monster Magnet", que fou escollit com a referència a una joguina dels anys 60 del mateix nom, que a en Wyndorf li agradava quan era nen.